# Đuôi cụt ngực thiên thanh
Đuôi cụt ngực thiên thanh, tên khoa học Pitta steerii, là một loài chim trong họ Pittidae.